# Loxogramme lanceolata
Loxogramme lanceolata là một loài thực vật có mạch trong họ Polypodiaceae. Loài này được (Sw.) C. Presl miêu tả khoa học đầu tiên năm 1836.